# Кото Гарсия, Альберто
Альберто Кото Гарсия (исп. Alberto Coto García; род. 20 мая 1970, Лангрео, Астурия, Испания) — испанский быстросчётчик и считается одним из самых известных вычислителей.
Консультант по труду, налоговый поверенный и бухгалтер по профессии, он продемонстрировал свои навыки и появился в многочисленных телевизионных новостях и программах. В последние годы он проводил демонстрации и конференции.

## Биография
В возрасте шести лет он уже продемонстрировал способность к вычислению путем подсчета очков в конце карточных игр. На протяжении многих лет и благодаря огромной работе по тренировке мозга, он развивал свои способности, став самым быстрым человеком в мире, делающим умственные расчеты, подтверждённым званиями чемпиона мира
«Основное развитие у меня было в детстве, играя на палубе с отцом и с семьёй. В конце игры я быстро подсчитал очки, и я уже мог видеть, что меня развили умственные расчеты».

## Первые шаги в качестве вычислителя
В 1998 году он был одним из победителей популярного конкурса испанского телевидения «Что мы делаем?». Для этого ему пришлось перевести время (с часами, минутами и секундами) на секунды. Он сделал это мгновенно, что принесло ему первое место в конкурсе.
В 1999 году он впервые был занесён в книгу рекордов Гиннесса. Для этого он сложил 100 чисел за 21,90 секунды в программе «Видеть — это верить» на телеканале Antena 3 Television. Через месяц он улучшил результат до 19,23 секунды. В 2001 году он установил рекорд книги рекордов Гиннесса во Фленсбурге (Германия) во время мероприятия «Гений и гладиатор».

## Популяризация вычислений
Альберто Кото провёл более двух тысяч лекций в начальных, средних школах и в университетских центрах. Он также продемонстрировал многочисленные презентации для делового мира. На занятиях он раскрывает свои методы и методы, всегда стремясь мотивировать общественность с точки зрения чисел и математики. Он также является автором многочисленных книг.

## Книги
Некоторые из них оказались в числе самых популярных в Испании и Латинской Америке.
- La aventura del cálculo (2003)
- Entrenamiento Mental (2006). Madrid: Editorial EDAF ISBN 978-84-414-1876-9
- Fortalece tu mente (2007). Madrid: Editorial EDAF ISBN 978-84-414-2007-6
- Ayuda a tu hijo a entrenar su inteligencia (2009). Madrid: Editorial EDAF ISBN 978-84-414-2099-1
- Tu mente en forma (2009). Madrid: Editorial EDAF
- La aventura del cálculo (2010). Madrid: Editorial EDAF
- Matemáticas, trucos y estrategias para ejercitar la mente (2010). México: ST Editorial ISBN 978-607-508-007-9
- La magia de los número (2010)
- Desarrolla tu agilidad mental (2011)
- Matemagia: La magia matemática que te rodea. Madrid: Oberón Práctico (Grupo Anaya)(2012)

## Чемпион мира и рекорды
В 4 турнирах, глобальные таблицы психического здоровья, которые были проведены до даты Альберто Кото получил 9 золотых медалей, 2 серебряные и 3 бронзовые медали, став вычислителем с наибольшим количеством титулов:
- Мировой чемпионат по вычислениям в уме, Аннаберг-Буххольц, Германия 30 октября 2004 года[1][2]:
  - золотая медаль в сложении,
  - золотая медаль в умножении,
  - бронзовая медаль в общем рейтинге.

- Мировой чемпионат по вычислениям в уме, 4 ноября 2006 года, Гисен, Германия[3][4]:
  - Золотая медаль в умножении.

- Мировой чемпионат по вычислениям в уме, Лейпциг, Германия, 1 июля 2008 года[5][6]:
  - Золотая медаль в сложении,
  - Золотая медаль в умножении,
  - Золотая медаль в общем рейтинге.

- Олимпиада по вычислениям в уме Стамбул, Турция, 2008:
  - Золотая медаль в сложении,
  - Золотая медаль в извлечении квадратного корня,
  - Серебряная медаль в умножении: Стамбул, 2008.

- Мировой чемпионат по вычислениям в уме, Магдебург Германия, 6—7 июня 2010 года[7]:
  - Золотая медаль в сложении: Магдебург, 2010
  - Серебряная медаль в извлечении квадратного корня: Магдебург, 2010
  - Бронзовая медаль в умножении: Магдебург, 2010
  - Бронзовая медаль в общем рейтинге: Магдебург, 2010

В настоящее время не улучшены следующий его рекорд:
- Суммы 100 чисел за 17,04 секунды (рекорд книги рекордов Гиннесса). Этот рекорд означает, что вычисления были произведены со скоростью около 6 операции в секунду.